# Aucayacuella bordoni
Aucayacuella bordoni is een hooiwagen uit de familie Cranaidae. De wetenschappelijke naam van Aucayacuella bordoni gaat terug op S. Avram.